# Vårfältblomfluga
Vårfältblomfluga (Eupeodes lapponicus) är en blomfluga som tillhör släktet fältblomflugor. 

## Kännetecken
Liksom andra fältblomflugor är den svart med gula fläckar på bakkroppen och ger därmed ett getinglikt intryck (mimikry). Den har tre par fläckar på bakkroppen som oftast inte når ut till bakkroppens kant. Säkraste sättet att skilja vårfältblomflugan från andra arter i släktet är på en detalj på vingen. En av vingribborna (R4+5) bildar en tydligt böjd båge till skillnad från de andra arterna i släktet som har en betydligt rakare vingribba. Vårfältblomflugan är mellan 8 och 11 millimeter lång. 

## Levnadssätt
Man kan hitta vårfältblomflugan både i lövskogs och barrskogsgläntor och andra gränszoner mellan skog och öppen mark. Hanen hävdar revir och kan ses sväva i en skogsglänta ett par meter över marken. Man kan se den hämta nektar på bland annat kabbleka, mjölke, midsommarblomster, prästkrage, mandelblomma, maskros, tussilago och slån. Man kan se den från slutet av mars till början av oktober. Larven lever på bladlöss, framför allt på barrträdsbladlöss, men man har även hittat larver på lövträd och örter.

## Utbredning
Den finns i större delen av Europa (utom på Irland) och även på Grönland. Den finns österut ända till stilla havet. I Nordamerika finns den från Alaska till Kalifornien. Den finns i hela Sverige men är vanligast i Svealand och Norrland.  